# Канское Белогорье
Ка́нское Белого́рье — горный хребет в Красноярском крае России длиной около 110 км. Протянулся в субширотном направлении в пределах Восточного Саяна, от горного узла в стыке Канского, Манского и Кутурчинского белогорий на западе (г. Сиротка — 1757 м у западного подножия которой расположено Манское озеро — исток сибирской реки Мана), до горного узла в стыке Канского и Тукшинского белогорий с Агульскими Белками на востоке. Крупными северными отрогами Канского белогорья являются хребты Пезинское, Тукшинское, Идарское белогорья, Приозёрный и Медвежий хребты. Высочайшая вершина хребта — г. Пирамида (2264 м.), расположенная в междуречье истоков Кана и Малого Агула. В целом же наиболее приподнятый участок хребта расположен в истоках рек Большая Янгота, Кальта и Кан. В пределах Канского Белогорья расположен самый северный двухтысячник Красноярского края и всего Восточного Саяна — безымянная вершина 2188 м в междуречье Большого Пезо и Большой Янготы. Белогорью присущ среднегорный рельеф. Для западной части хребта (к западу от истока реки Цензыба) характерно выполаживание вершин и, в целом, характерны ландшафты плоскогорья. Для восточной части хребта (к востоку от истока реки Цензыба) характерны альпийские формы рельефа — резкое расчленение, широкое развитие ледниковых форм (кары, троги, карлинги, цирки и др.), крутизна и скалистость склонов, острота и зазубренность водоразделов и вершин, особенно характерно выраженные в истоках рек Кальта, Поперечный и Тихий Кан, Берёзовая.
Канское белогорье — один из центров современного оледенения в Саянах. На северо-восточном склоне г. Пирамида, в висячем карообразном овраге расположен ледник Ильина длиной около 1700 м и шириной около 700 м. На поверхности ледника наблюдаются трещины шириной до 1-2 метров. Верхняя граница ледника лежит на высоте 2100, нижняя — на высоте 1700 метров над уровнем моря. Имеет снеговое питание.
Хребет сложен кристаллическими сланцами, мраморами, гранитами. В северных отрогах хребта известны месторождения россыпного золота, открытые в 1834 году. Месторождения разрабатывались во второй половине XIX — первой половине XX столетий (прииски Караган, Малмын, Тукша, Негота, Сухой Лог, Янга — в долине Кана, Воскресенский и Негота — в долине Малого Агула). В пределах северных отрогов — Идарского и Тукшинского белогорий, известны крупные месторождения медно-никелевых руд (Кингашский рудный узел, включающий Кингашское и Верхнекингашское месторождения. По экспертному заключению, суммарные запасы никеля составляют 2,2 миллиона тонн, меди — 1 миллион тонн, кобальта — 85 тысяч тонн, металлов платиновой группы — 8,6 миллиона унций, золота — 1,2 миллиона унций).
На территории белогорья расположены несколько крупных озёр: Медвежье — в истоках Малого Агула, длиной около 7 километров и глубинами до 64 метров; оз. Большое Пезо — в истоках Большого Пезо, диаметром около 1 километра и глубинами до 17 метров; оз. Хребтовое — в истоках Кинзелюка (правый приток Кизира), а также множество более мелких озёр, часть из которых скрыты ледяным покровом в течение 10-11 месяцев в году.
Горный хребет порос темнохвойной тайгой, на вершинах хребта — лишайниковая горная тундра.